# جبل باباداغ
باباداغ (بالتركية: Babadağ)‏‏ (dağ تعني «جبل» بالتركية، و Baba تعني «الأب» بالتركية، واسم الجبل معناه: «جبل الأب»). هو جبل عالٍ يقع في محافظة مُغلة التركية في جنوب غرب تركيا بعلو 1969 متر (6460 قدم)، يقع أعلى بلدة أولودنيز حوالي 20 كم جنوب شرق مدينة فتحية. يتم استخدامه على مدار السنة كنقطة انطلاق للطيران المظلي فوق خليج أولودنيز غرب ليقيا.

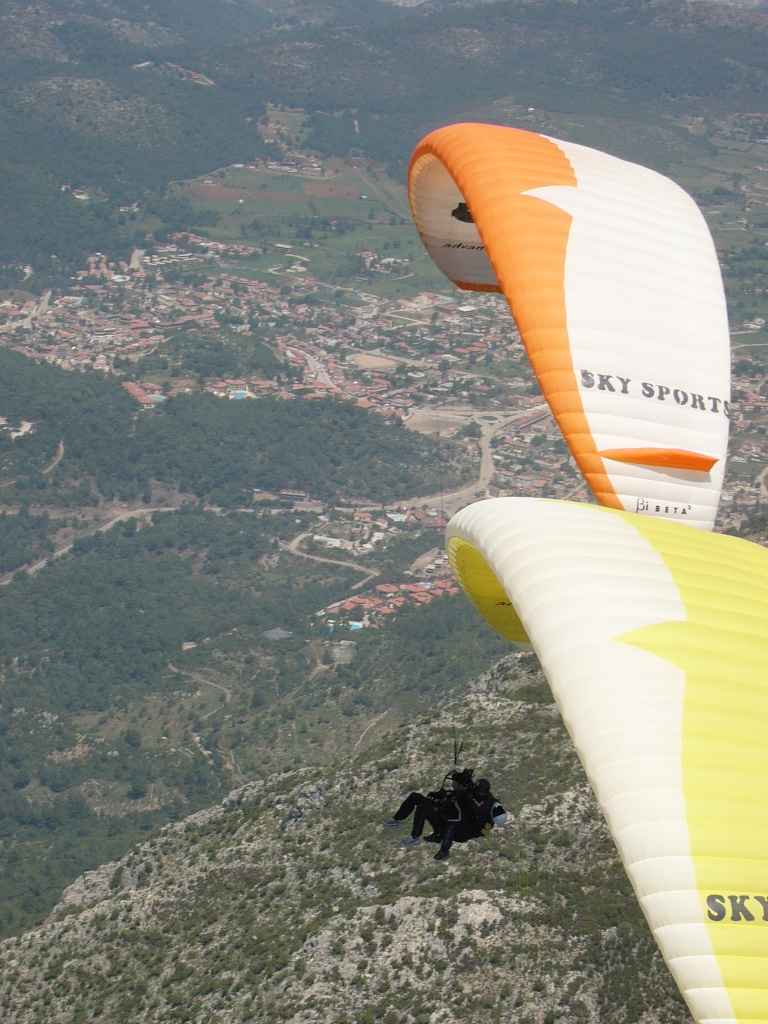
رياضة الطيران المظلي (Paragliding) من فوق جبل «باباداغ»، أحد أفضل الأماكن في العالم للمظلات بسبب مناظرها البانورامية الفريدة والظروف الجوية المستقرة والارتفاع الاستثنائي لجبل باباداغ.